# GJP Hotels & Resorts
GJP Hotels & Resorts. é uma rede hoteleira brasileira com presença em diversos estados brasileiros. Foi fundada em 2005 pelo empresário Guilherme Paulus. Além da GJP, Paulus fundou a CVC Viagens e foi proprietário da Webjet Linhas Aéreas.
A rede administra hotéis próprios e de terceiros, e também atua na área de representação comercial e de marketing de hotéis independentes. Possui equipe de vendas nas principais capitais do Brasil, na Argentina, Chile e Peru. E com parceria com a rede Dom Pedro de Portugal, soma mais de 2 200 apartamentos, além de centros de eventos e convenções.
É a maior rede hoteleira brasileira especializada em lazer, com hotéis em Porto de Galinhas (Pernambuco), Salvador (Bahia), Foz do Iguaçu (Paraná), Gramado (Rio Grande do Sul), São Paulo, Rio de Janeiro e Confins (Minas Gerais). Está construindo hotéis em Juiz de Fora (Minas Gerais), São Paulo (São Paulo), Maceió (Alagoas) e Canoas (Rio Grande do Sul).[carece de fontes?]
A GJP possui as marcas Wish (padrão 5 estrelas), Prodigy (padrão 4 estrelas) e Linx (hotéis econômicos), além do resort Marupiara by GJP. A companhia conta com cerca de 2.000 funcionários somando a sede, em São Paulo, e os hotéis em diversas cidades brasileiras.

## Lista de Hotéis
| Hotel                                | Cidade            | Categoria  |
| ------------------------------------ | ----------------- | ---------- |
| Wish Serrano                         | Gramado-RS        | 5 estrelas |
| Wish Foz do Iguaçu                   | Foz do Iguaçu-PR  | 5 estrelas |
| Wish Natal                           | Natal - RN        | 5 estrelas |
| Wish Hotel da Bahia                  | Salvador - BA     | 5 estrelas |
| Marupiara by GJP - Porto de Galinhas | Ipojuca-PE        | 4 estrelas |
| Prodigy Gramado                      | Gramado-RS        | 4 estrelas |
| Prodigy Santos Dumont                | Rio de Janeiro-RJ | 4 estrelas |
| Prodigy Serrano                      | Gramado-RS        | 4 estrelas |
| Linx Galeão                          | Rio de Janeiro-RJ | 3 estrelas |
| Linx Confins                         | Confins-MG        | 3 estrelas |